# STS-118
STS-118 (ISS-13A.1) e сто и осемнадесетата мисия на НАСА по програмата Спейс шатъл, двадесети полет на совалката Индевър, полет 13А.1 (22-ри на совалката) към Международната космическа станция (МКС). Това е последен полет на модула Спейсхеб.

## Екипаж
| Пост                    | Астронавт                                 |
| ----------------------- | ----------------------------------------- |
| Командир                | Скот Кели втори космически полет          |
| Пилот                   | Чарлс Хобо втори космически полет         |
| Специалист на мисията 1 | Дафид Уилямс (CSA) втори космически полет |
| Специалист на мисията 2 | Барбара Морган първи космически полет     |
| Специалист на мисията 3 | Ричард Мастрачио втори космически полет   |
| Специалист на мисията 4 | Трейси Колдуел първи космически полет     |
| Специалист на мисията 5 | Бенджамин Дрю първи космически полет      |

- Първоначално се предвиждало в състава да влиза Клейтън Андерсън, който да замени Санита Уилиамс в състава на Експедиция 15 на МКС. Андерсън е прехвърлен в екипажа на мисия STS-117, а на негово място е включен Бенджамин Дрю;
- Барбара Морган е дубльор на загиналата по време на мисия STS-51L Криста Маколиф. Едва сега се осъществява планираната зa 1986 г. програма „Учител в космоса“;
- Броят на полетите е преди и включително тази мисия.

## Полетът
Основната цел на мисия STS-118 е доставка в орбита и монтаж на място на Ферма S5, смяна на излезлия от строя жироскоп за ориентация на станцията и доставка в орбита на материали и оборудване.
В случай на повреда на совалката „Индевър“ при старта и невъзможност за нейното безопасно завръщане на Земята, се предвиждало екипажът да остане на МКС и да дочака спасителната експедиция (STS-322), която ще се проведе със совалката Дискавъри. Тази мярка е предвидена в съответствие с препоръките на комисията, която провеждала разследването на обстоятелствата около катастрофата на совалката „Колумбия“.
За изпълнение на задачите за полета са извършени четири излизания в открития космос, като по време на едната (третата) космическа разходка външният слой на лявата ръкавица на астронавта Ричард Мастрачио е повредена и той прекратява работата си в открития космос и се връща в шлюзовата камера. Монтиран е сегмент S5 на Фермовата коснтрукция, сменен е жироскопа. По време на третото излизане е подготвен за прекачване и сегмент Р6, а при четвъртото е монтирано оборудване на външната страна на станцията и са демонтирани експериментални образци. По време на полета е монтирана третата Външна складова платформа. В товарния отсек за последния си полет е разположен модулът Спейсхеб, съдържащ 2,5 тона оборудване и материали. По време на полета за първи път електрическата система на совалката е включена към слънчевите батерии на станцията, което позволило удължаване полета и провеждането на четвъртото излизане в открития космос. Астронавтката Барбара Морган провежда няколко беседи със студенти.

## Параметри на мисията
- Маса на совалката:
  - при старта: 121 823 кг
  - при приземяването: 100 878 кг
- Маса на полезния товар: 14 036 кг
- Перигей: 335 км
- Апогей: 347 км
- Инклинация: 51,6°
- Орбитален период: 91.4 мин

Скачване с „МКС“
- Скачване: 10 август 2007, 18:02 UTC
- Разделяне: 19 август 2007, 11:56 UTC
- Време в скачено състояние: 8 денонощия, 17 часа, 54 минути.

### Космически разходки
| № | Участници                           | Начало                   | Край                     | Продължителност  |
| - | ----------------------------------- | ------------------------ | ------------------------ | ---------------- |
| 1 | Ричард Мастрачио и Дафид Уилямс     | 11 август 2007 16:28 UTC | 11 август 2007 22:45 UTC | 6 часа 17 минути |
| 2 | Ричард Мастрачио и Дафид Уилямс     | 13 август 2007 15:32 UTC | 13 август 2007 22:00 UTC | 6 часа 28 минути |
| 3 | Ричард Мастрачио и Клейтън Андерсън | 15 август 2007 14:37 UTC | 15 август 2007 20:05 UTC | 5 часа 28 минути |
| 4 | Дафид Уилямс и Клейтън Андерсън     | 18 август 2007 13:17 UTC | 18 август 2007 18:18 UTC | 5 часа 2 минути  |

Това са съответно 89-, 90-, 91- и 92-ро излизане в открития космос, свързано с МКС и първи три излизания в открития космос на Ричард Мастрачио, Джеймс Райли и Клейтън Андерсън.

## Галерия
- Совалката на стартовата площадка.
- Старта на совалката
- Старта на совалката (видеофайл).
- Совалката приближава станцията за скачване
- Първото излизане в космоса: Ричард Мастрачио.
- Платформата ЕSP-3 в ръката" на совалката.
- Ръкавицата на Ричард Мастрачио след третата разходка.
- Приземяването на совалката